# Ailette (armure)
Pour les articles homonymes, voir Ailette (homonymie).
Une ailette est une plaque de métal fixée à l'épaule d'un homme d'armes. Elle fait son apparition au XIIIe siècle pour protéger plus adéquatement cette partie du corps revêtue seulement d'un camail ou d'une cotte de mailles.  
Lors d'un combat, un coup donné à la tête pouvait être dévié sur l'épaule, blessant le combattant insuffisamment protégé. De forme rectangulaire, les ailettes fixées à l'épaule sont inclinées de manière à faire glisser les coups portés par l'ennemi. 
Avec l'évolution des armures, l'ailette, encombrante lors des combats, disparaît progressivement et on n'en trouve plus trace à partir de 1325. Elles sont alors remplacées par des rondelles de fer attachées aux épaules.

## Galerie

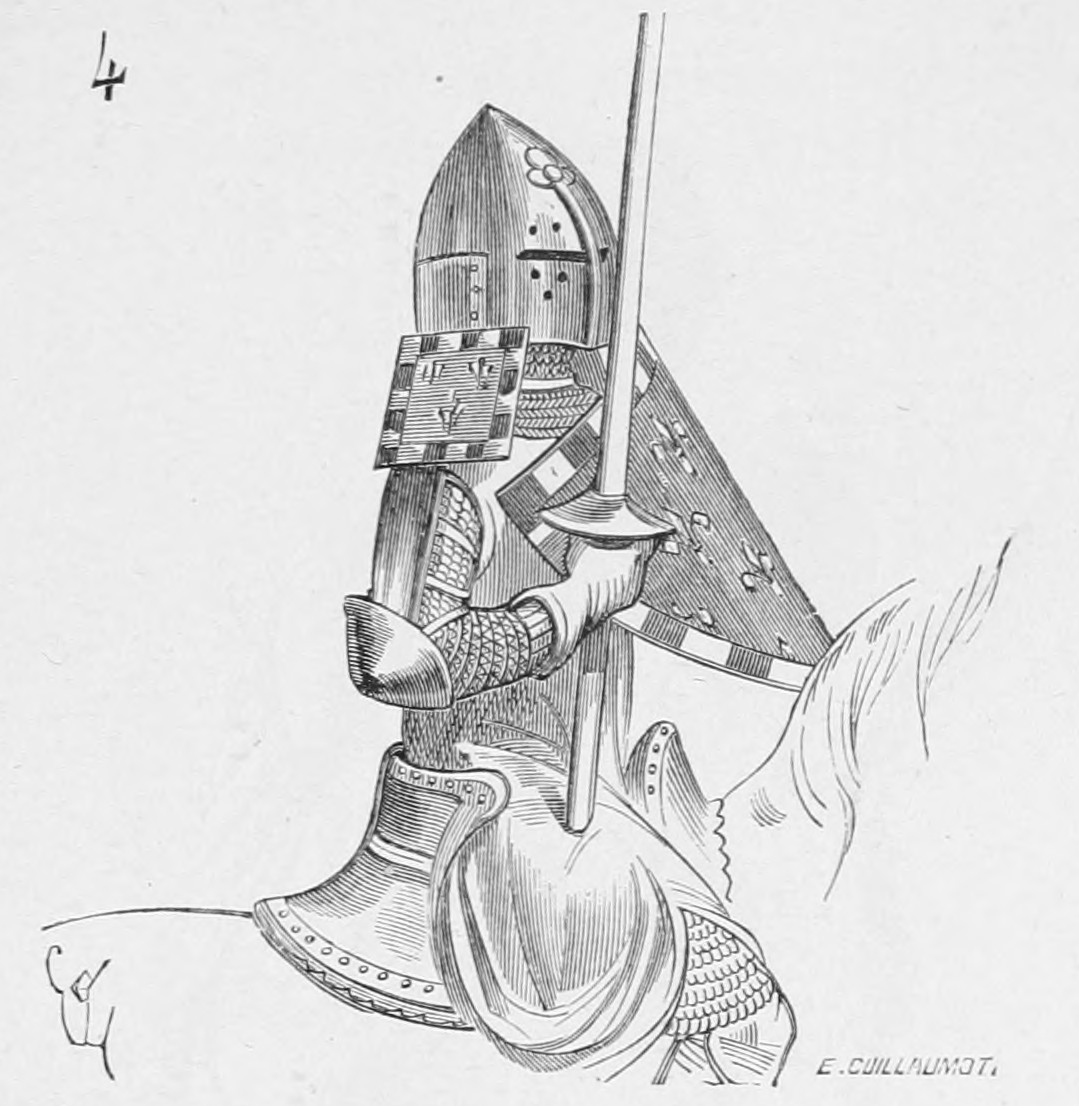
Exemple d'aillette
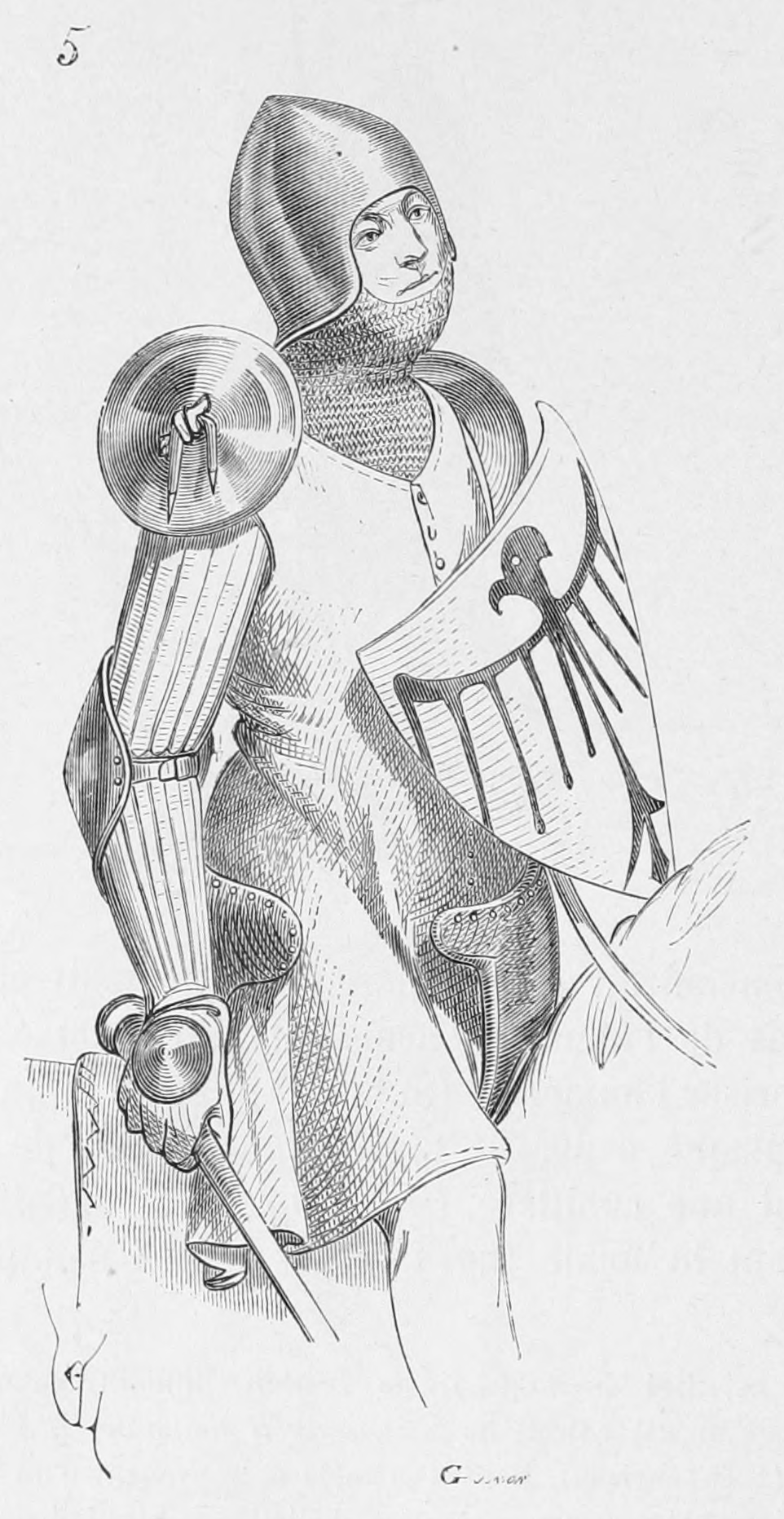
Rondelle de fer, fixée par des lacets et des aiguillettes ayant remplacé l'ailette.

## Source
- « Dictionnaire raisonné du mobilier français de l'époque carlovingienne à la Renaissance/Ailette - Wikisource », sur fr.wikisource.org (consulté le 16 novembre 2021).